# George Alan Thomas
Sir George Alan Thomas foi um jogador de xadrez, badminton e tênis da Inglaterra. Foi duas vezes campeão britânico de xadrez e 21 vezes campeão de badminton. Ele também disputou a semifinal do torneio de duplas de Winbledon em 1911. No xadrez, das Olimpíadas de 1927, 1930 a 1939, conquistando as medalhas de ouro e prata por participação individual em 1927 e 1931 e a medalha de bronze por equipes em 1927.